# Slag bij Neuve-Chapelle
De Slag bij Neuve-Chapelle vond plaats tussen 10 en 13 maart 1915 ten tijde van de Eerste Wereldoorlog aan het Westfront in het Noorderdepartement op 32km ten westen van Ieper.

## Opzet
De Britten wilden de Duitse linie doorbreken, de heuvelrug (hoogste punt) van Aubers veroveren en daarna doorstoten naar Rijsel.

## Vernieuwend
Het was de eerste maal dat Britten opereerden zonder de Fransen. Vernieuwend in de loopgravenoorlog was de zorgvuldige voorbereiding, dat een voorbeeld zal zijn voor de verdere Britse oorlogsvoering. Tactische verrassing en veel aandacht voor detail. Ondanks de slechte weersomstandigheden, namen de Royal Flying Corps tal van luchtfoto's met een precisie van 1400 meter, voor het maken van gedetailleerde kaarten (schaal 1:5000).

## Verloop
Na een eerste verrassingsaanval kwamen onverwachte vertragingen, het momentum van de operaties viel stil, de communicatie tussen infanterie en artillerie  brak toen het telefoonsysteem stopte met werken. De Duitsers konden versterkingen aanvoeren en groeven nieuwe loopgrachten achter de Britse doorbraak.

## Resultaat
Volgens de Britten was er een terreinwinst van 1200 meter, volgens de Fransen 800 meter.

## Slachtoffers
Aan Britse zijde vielen er 7000 Britten en 4200 Indische soldaten. Aan Duitse zijde iets meer dan 10 000 soldaten.

## Herdenkingsmonumenten
- Neuve-Chapelle Memorial
- Neuve-Chapelle British Cemetery
- Neuve-Chapelle Farm Cemetery